# Box 2007
Box 2007 je box set české rockové skupiny Kabát. Vydán byl v roce 2007 a obsahuje celkem osm disků s osmi studiovými alby, které skupina vydala od roku 1991.

## Seznam disků
- Má ji motorovou (1991)
- Děvky ty to znaj (1993)
- Colorado (1994)
- Země plná trpaslíků (1995)
- Čert na koze jel (1997)
- MegaHu (1999)
- Go satane go (2000)
- Dole v dole (2003)